# 方鼎铉
方鼎铉（？—？），字用实，号调宇，福建漳州府漳浦县人，明朝政治人物，同进士出身。

## 生平
十一月二十九日生，治诗经。万历十九年（1591年）辛卯科福建鄉試第五十三名舉人，二十三年(1595年)登乙未科會試第五十九名，廷試三甲第一百三十二名进士，都察院觀政，本年十二月授直隶华亭縣知縣（今上海市），二十六年降武邑縣典史，卒于官。在任期间，续修地方志、治理水患、兴修水利，变沧海为桑田，恪尽职守，勤政廉政，颇有政绩。在方鼎鉉的治理之下，华亭的经济繁荣，富庶有名，手工作坊业已兴起，盛产纺织刺绣，民乐其中。告老返乡后，定居云霄塘美村，为开基云霄塘美方氏之一世祖。

## 家族
曾祖方元宗。祖父方仁統。父方迅炎。母謝氏。严侍下。弟鼎铭、鼎鑑、鼎镇。娶謝氏。子兆河、兆洛、兆洙、兆濂、兆汾。
传二子；长子名兴，字启承，迁居福安罗家铺村。。